# Stegosoladidus simplex
Stegosoladidus simplex är en kräftdjursart som först beskrevs av Barnard 1930.  Stegosoladidus simplex ingår i släktet Stegosoladidus och familjen Stegocephalidae. Inga underarter finns listade i Catalogue of Life.